# Бојан Крстовић
Бојан Крстовић (Гораждевац, 1. новембар 1980) је бивши српски кошаркаш. Играо је на позицији бека.

## Биографија
Кошарком је почео да се бави са 15 година у тиму Будућности из Пећи, а први професионални уговор имао је са екипом Борца из Чачка у којој проводи две сезоне у периоду од 2001. до 2003. године. Наредних пет година играо је за ФМП Железник и то у најуспешнијем периоду у историји овог клуба, током ког освајају две титуле првака АБА лиге (2004. и 2006), као и два национална купа (2005. и 2007). У лето 2008. прелази у Хемофарм, а тамо се задржава до 2011. године, када прихвата понуду Будућности из Подгорице. Сезону 2012/13. је провео као играч Радничког из Крагујевца, а наредну 2013/14. проводи у италијанском трећелигашу Тревиљу. У сезони 2015/16. наступа за Динамик у Другој лиги Србије, а од 2016. до 2019. је играо у Кошаркашкој лиги Србије за екипе Вршца, Металца и Тамиша.
Бојан Крстовић је био и члан репрезентације Србије која је на Летњој универзијади 2003. у Тегуу освојила златну медаљу.

## Успеси

### Клупски
- ФМП:
  - Јадранска лига (2) : 2003/04, 2005/06.
  - Куп Радивоја Кораћа (2) : 2005, 2007.
- Будућност:
  - Првенство Црне Горе (1): 2011/12.
  - Куп Црне Горе (1): 2012.

### Репрезентативни
- Универзијада:  2003.